# Behind Enemy Lines
Behind Enemy Lines (bra: Atrás das Linhas Inimigas; prt: Atrás das Linhas do Inimigo) é um filme estadunidense de 2001, do gênero guerra, dirigido por John Moore.
O filme é vagamente baseado num episódio da Guerra da Bósnia, quando um avião F-16 foi abatido perto da cidade de Mrkonjić Grad em 2 de junho de 1995. No filme o avião é um F/A-18 Hornet e o incidente ocorreu no Natal, logo após o Acordo de Dayton.

## Sinopse
Dois aviadores das forças americanas da OTAN, o piloto Jeremy "Smoke" Stackhouse e o navegador Chris "Longhorn" Burnett, estão aborrecidos com os seguidos cancelamentos das missões de patrulhamento.
Escalados para um voo de reconhecimento fotográfico no dia do Natal, ao sobrevoarem a zona do armistício negociado, notam algo no radar e resolvem verificar, mesmo sabendo que sairão da rota planejada. Ao executarem a manobra, eles são detectados por tropas sérvias. Ao ser informado, o general Lokar acredita que a aeronave fotografou a vala comum de um massacre étnico contra uma população civil e ordena o ataque.
O avião é derrubado por míssil superfície-ar e a tripulação, ejetada, aterriza na zona de guerra dominada pelos sérvios. Stackhouse é ferido na perna e Burnett procura uma posição mais elevada para enviar um sinal de resgate. Enquanto o ferido está sozinho, chegam as tropas sérvias e o piloto é executado. Chris observa tudo e também é avistado e perseguido pelos inimigos. Determinado a eliminar o aviador americano, o general Lokar designa o seu oficial Bazda e o rastreador Sasha em sua perseguição. Burnett empreende fuga na expectativa de ser resgatado pelas tropas do Almirante Reigart. Este porém não pode agir pois seus superiores não querem entrar na zona de guerra, o que poderia significar o fim do acordo de paz.

## Elenco
- Owen Wilson .... Tenente Chris "Longhorn" Burnett
- Gene Hackman .... Almirante Leslie Reigart
- Gabriel Macht .... Tenente Jeremy "Smoke" Stackhouse
- Olek Krupa .... General Miroslav Lokar
- Vladimir Mashkov .... Sasha
- Joaquim de Almeida .... Almirante Juan Miguel Piquet
- David Keith .... Tom O'Malley
- Marko Igonda .... Bazda
- Charles Malik Whitfield .... Capitão Rodway